# 聖希爾
聖希爾是哥倫比亞的城鎮，位於該國東北部，由桑坦德省負責管轄，距離首府布卡拉曼加95公里，始建於1689年3月17日，面積150平方公里，海拔高度1,117米，2005年人口42,998。

## 外部連結
- （西班牙文） San Gil official website （页面存档备份，存于）
- （西班牙文） San Gil Information System （页面存档备份，存于）

6°33′33″N 73°8′6″W / 6.55917°N 73.13500°W